# Piaski Uhruskie
Piaski Uhruskie (pronunciación en polaco: /ˈpjaskʲi uˈxruskʲɛ/: [ˈpjaskʲi uˈxruskʲɛ]) es un pueblo ubicado en el distrito administrativo de Gmina Wola Uhruska, dentro del Condado de Włodawa, Voivodato de Lublin, en Polonia oriental, cercano a la frontera con Ucrania. Se encuentra aproximadamente a 3 kilómetros al suroeste de Wola Uhruska, a 28 kilómetros al sur de Włodawa, y a 72 kilómetros al este de la capital regional Lublin.